# Parada de Nikosia
Nikosia es una parada de la línea Ibaiondo - Salburua del tranvía de Vitoria, explotado por Euskotren Tranbia. Fue inaugurada el 11 de abril de 2023 junto a las paradas de Santa Luzia, Iliada, La Unión y Salburua.

## Localización
La parada se encuentra ubicada en calle Bulevar de Salburua, próxima al Parque del Este; siendo una de las paradas que da servicio a la zona más central del barrio de Salburua.
Como curiosidad, la parada lleva el nombre en euskera de la cercana calle Nicosia, en base al estilo de nombramientos de las calles del barrio que sigue la temática de ciudades de Europa. Nicosia es la capital de Chipre y es una referencia de los diferentes nombres de ciudades o lugares que componen los nombres de varias paradas del tranvía junto a las paradas de: La Unión, Florida, Angulema, Lovaina, Europa, Honduras y Euskal Herria.